# لیلیان راث
 لیلیان راث (انگلیسی: Lillian Roth؛ ۱۳ دسامبر ۱۹۱۰ – ۱۲ مهٔ ۱۹۸۰) یک هنرپیشه، و خواننده اهل ایالات متحده آمریکا بود. وی بین سال‌های ۱۹۱۷ تا ۱۹۷۹ میلادی فعالیت می‌کرد.
از فیلم‌ها یا برنامه‌های تلویزیونی که وی در آن نقش داشته است می‌توان به بیسکوییت حیوانی اشاره کرد.